# Soběnov
Soběnov är en ort i Tjeckien.   Den ligger i regionen Södra Böhmen, i den södra delen av landet, 150 km söder om huvudstaden Prag. Soběnov ligger 632 meter över havet och antalet invånare är 297.
Terrängen runt Soběnov är kuperad österut, men västerut är den platt.Runt Soběnov är det ganska tätbefolkat, med 52 invånare per kvadratkilometer. Närmaste större samhälle är Kaplice, 4,6 km sydväst om Soběnov. Omgivningarna runt Soběnov är en mosaik av jordbruksmark och naturlig växtlighet.